# Poživitveni odmerek
Poživitveni ali obnovitveni odmerek, žargonsko buster (angl. booster dose), je dodatni odmerek cepiva, apliciran po predhodnem odmerku. Poživitveni odmerek, ki sledi prvotni imunizaciji, ponovno izpostavi organizmu imunizirajoči antigen. S tem se ponovno poveča imunost proti dotičnemu antigenu na raven, ki je potrebna za zaščito pred okužbo, če je pred tem prišlo do njenega znižanja. Na primer, poživitveni odmerki po cepljenju proti tetanusu se pogosto priporočajo na vsakih 10 let.
Če prejme poživitveni odmerek bolnik, ki ima že sicer visoko raven prisotnih protiteles, lahko pride do t. i. Arthusovega fenomena, posebne oblike preobčutljivostne reakcije tipa III, ki jo povzroči aktivacija komplementa zaradi prisotnih protiteles v krvnem obtoku. V hudih primerih je lahko aktivacija komplementa tako obsežna, da povzroči lokalno mrtvino (nekrozo) tkiva.